# Gymnocalycium gaponii
Gymnocalycium gaponii ist eine Pflanzenart in der Gattung Gymnocalycium aus der Familie der Kakteengewächse (Cactaceae). Das Artepitheton gaponii ehrt den russischen Kakteenliebhaber Victor Gapon.

## Beschreibung
Gymnocalycium gaponii wächst einzeln mit matt grünen bis hell olivgrünen, niedergedrückt kugelförmigen Trieben, die bei Durchmessern von 5 bis 6 Zentimetern (selten bis 8,5 Zentimeter) Wuchshöhen von etwa 2,5 Zentimetern erreichen. Die acht bis neun (selten bis elf) breiten und flachen Rippen sind quer gekerbt und in flache Höcker mit kleinen, kinnartigen Vorsprüngen gegliedert. Der einzelne Mitteldorn wird erst bei großen Pflanzen ausgebildet. Die fünf bis sieben pfriemlichen, starren, geraden oder etwas verdrehten Randdornen sind zum Trieb hin gebogen. Die Randdornen sind schmutzig weiß und besitzen eine bräunliche Basis. Sie weisen eine Länge von 1,3 bis 1,6 Zentimeter auf.
Die schlank weißen bis hellrosafarbenen Blüten sind 5,7 bis 6,5 Zentimeter (selten bis 7,4 Zentimeter) lang und weisen einen Durchmesser von 4,2 bis 5 Zentimeter auf. Die bei Reife olivgrünen Früchte sind verlängert eiförmig bis keulenförmig und erreichen eine Länge von 1,6 bis 2,2 Zentimeter sowie einen Durchmesser von 0,8 bis 1,3 Zentimeter.

## Verbreitung und Systematik
Gymnocalycium gaponii ist in der argentinischen Provinz Córdoba im Westen der Sierra Grande in Höhenlagen von 900 Metern verbreitet. 
Die Erstbeschreibung erfolgte 2002 durch Gert Josef Albert Neuhuber. Ein nomenklatorisches Synonym ist Gymnocalycium capillense var. gaponii (Neuhuber) Milt (2015).

## Nachweise